# 徐洪耀
徐洪耀（1964年4月—），男，现任东华大学材料与工程学院教授，东华大学分析测试中心主任。

## 生平
1986年7月毕业于安徽师范大学化学系，1992年3月毕业于北京理工大学化工与材料学院获硕士学位，1994年12月于北京理工大学化工与材料学院获博士学位。1995年1月至1996年12月，在山东大学晶体材料国家重点实验室作博士后研究。1997年9月至1999年2月，在香港科技大学化学系作博士后研究。2000年9月至2002年4月，先后在台湾大学化学系、台湾国立交通大学应用化学系作访问学者。1997年1月起任教于安徽大学，历任安徽大学分析测试中心主任，安徽大学化学化工学院院长，安徽省绿色高分子材料省级重点实验室主任。2006年9月调至东华大学工作，先后任东华大学规划处处长、学科办主任，东华大学学科办与211工程建设办公室主任，2014年7月任东华大学分析测试中心主任。

## 学术贡献
主持国家自然科学基金10项、国家科技部基础研究项目1项及企业委托合作项目10余项。在Adv. Funct. Mater.、Nanoscale等发表学术论文280余篇，授权发明专利30余项。研究成果获省部级科技奖3项。入选教育部“新世纪优秀人才支持计划”、“新世纪百千万人才工程”国家级人选等人才计划。2009年被授予国家“有突出贡献中青年专家”称号。